# جنرال اتمیکس

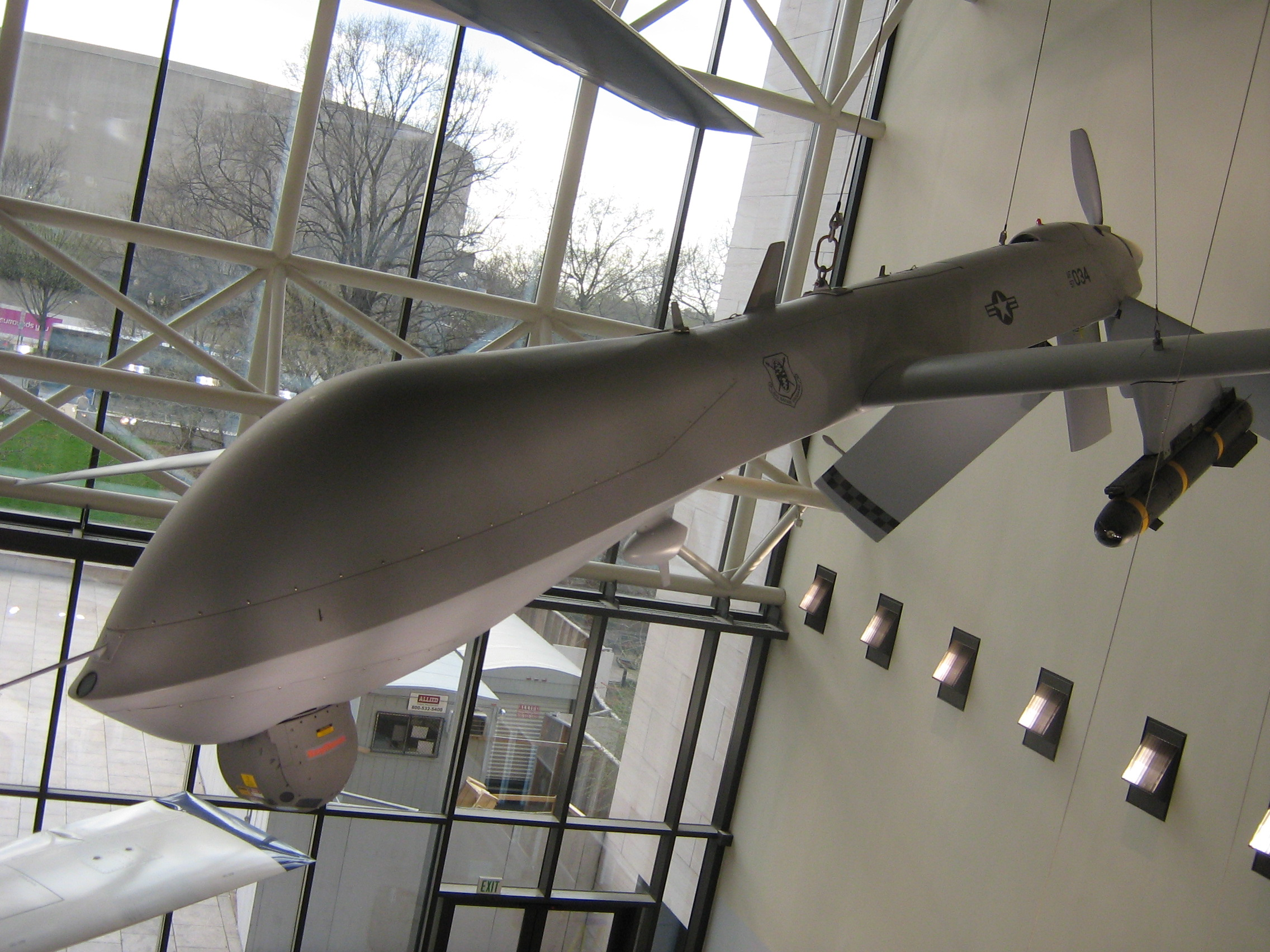

جنرال اتمیکس (به انگلیسی: General Atomics) تأسیس ۱۹۵۵، نام یک شرکت صنایع جنگ‌افزاری و صنایع انرژی آمریکایی است که مقر آن در سن‌دیگو است.
جنرال اتمیکس سازندهٔ تجهیزات نظامی از جمله پهپادهای پیشرفته، و نیز تجهیزات مربوط به صنعت هسته‌ای است.
راکتور آزمایشی توکاماک DIII-D ساخت این شرکت است.